# Calle de Campomanes
La calle de Campomanes es una vía urbana de la ciudad española de Madrid.

## Historia y características

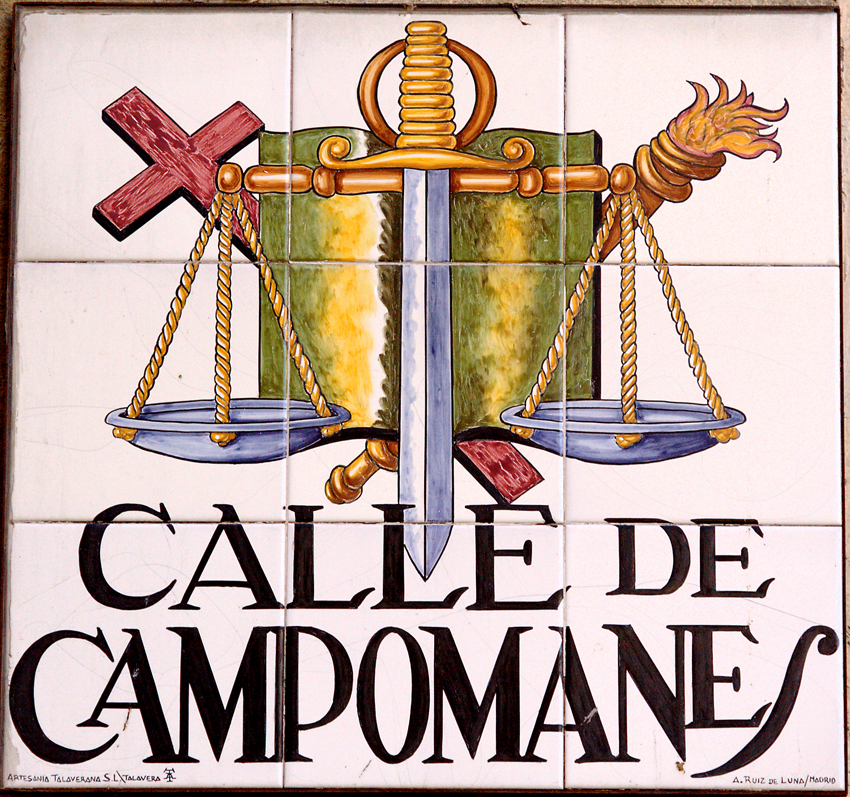
Placa artística de la vía, de Alfredo Ruiz de Luna González.

Está emplazada en el barrio de Palacio, perteneciente a su vez al distrito Centro. La numeración de los impares va del 1 al 15 mientras que la de los pares del 2 al 14.
La calle, que tiene su entrada por la plaza de Isabel II y la salida a la cuesta de Santo Domingo, fue trazada en el solar de lo que fue el convento de Santo Domingo. Carlos Cambronero e Hilario Peñasco de la Puente detallaron en su obra Las calles de Madrid: noticias, tradiciones y curiosidades de 1889 que por aquel entonces era de apertura reciente, tanto en cuanto se establecieron en ella los servicios municipales en 1872.
El nombre de la calle hace referencia a Pedro Rodríguez de Campomanes, nacido en 1723 y fallecido en 1802, conde de Campomanes, notable jurisconsulto y economista con conocimientos en lengua árabe y griega.
El número 6 de la calle albergó durante la crisis de la Restauración los locales de la Unión Ciudadana, una milicia antirrevolucionaria, cuya sede anteriormente se ubicaba en la calle de Carretas. El número 3 albergó el domicilio social del Centro de Acción Nobiliaria, una sociedad nobiliaria de ideario reaccionario. En el número 5 tuvo sus oficinas el diario La Unión Católica. En el número 8 estuvo situada «La encuadernación de D. Luis Calleja» que se mantuvo  en ese local cuando la Editorial Calleja hubo de trasladarse a la calle de Valencia debido al crecimiento del negocio, en 1891.
En la calle, con trayecto curvilíneo, se inauguró en 1982 el primer estacionamiento de bicicletas de los planeados por el consistorio.